# Ashraf Rashid
Ashraf Rashid (Lahore, 23 mai 1948 - Lahore, 2 octobre 2004) est un général pakistanais qui fut à la tête des forces commandos de l'armée pakistanaise et considéré comme responsable de la défaite de son pays lors du Conflit de Kargil.
En tant que chef des forces commandos de l'armée pakistanaise, le Special Service Group, Rashid était chargé d'infiltrer et d'installer les militants islamistes pakistanais sur les hauteurs du Kargil en territoire indien. 
Il présente sa démission après la défaite de son pays en 1999, et meurt d'une crise cardiaque en 2004 dans sa maison située à Lahore.